# Римма (ім'я)
Ри́мма (дав.-гр. Ριμμᾶς) — жіноче особисте ім'я неясного походження. Здобуло популярність в СРСР у 20 ст. (зокрема в Росії та Україні), проте залишилося рідкісним. 
За однією з версій, первинно було чоловічим іменем (так само, як Інна та Пінна). Згодом через закінчення «а» ім'я почали сприймати жіночим і називати ним дівчаток. Як чоловіче ім'я Римма трапляється рідко, а також має споріднені версії — Рим і Римм. 
Можливе походження від болгарського чоловічого імені Римен, що є слов'янізованою формою імені Роман.
Іншою версією є перське походження імені.